# 韋塞萊 (巴爾溫科韋市鎮)
48°54′17″N 37°6′14″E / 48.90472°N 37.10389°E
韋塞萊（烏克蘭語：Веселе）是位於烏克蘭東部的村莊，由哈爾科夫州伊久姆區的巴爾溫科韋市鎮負責管轄。該村始建於1923年，面積0.8平方公里，海拔高度92米，2001年人口214，人口密度每平方公里267.5人。